# Каракеченское буроугольное месторождение
Каракеченское буроугольное месторождение (Кара-Кеченское угольное месторождение, кирг. Каракече көмүр кени)  — месторождение бурого угля в Киргизии. Находится в верховьях реки Каракичи, близ села Каракичи в Байзакском айылном аймаке Жумгальском районе Нарынской области.  Считается крупнейшим в стране. Уголь добывается открытым способом и поставляется на север страны и в Бишкек.  Его угольные запасы составляют 312,6 млн т, что составляет 23,3% запасов Киргизии.
Буроугольное месторождение Каракече (Кара-Кече) находится в пределах Кавакского бассейна, протяжённость которого около 75 км. Месторождение Каракече расположено в широтной межгорной впадине, ограниченной с севера и юга выходами палеозойских отложений. Балансовые запасы в границах открытой разработки составляют 191 млн т, ниже границы открытой разработки до горизонта плюс 2000 м — 243 млн т.
В 1984 году введена в эксплуатацию ВЛ 110 кВ к подстанции Каракече — 12,2 км и подстанция мощностью 2,5 МВА. Промышленное освоение буроугольного месторождения началось в октябре 1985 года.
14 сентября 2020 года на месторождении сошёл крупный оползень объемом 0,9 млн м³ на 37-м километре автодороги Дыйкан — Каракичи. Оползень перекрыл русло реки Каракичи, разрушил линии электропередач и заблокировал дорогу. 16 сентября началось строительство объездной дороги.